# Escut de Xilxes
L'escut oficial de Xilxes té el següent blasonament:
| « | Escut quadrilong de punta redona partit. Al primer quarter, en camp de gules, sobre ones d'atzur i argent, un castell d'argent, maçonat i aclarit de sable. Al segon quarter, en camp de gules, una mata de joncs d'or. Per timbre, una corona reial oberta. | » |

## Història
Resolució de 18 de gener de 2002, del conseller de Justícia i Administracions Públiques, publicada al DOGV núm. 4.192, de 18 de febrer de 2002.
A la primera partició, el castell sobre les ones són armes dels Pròixida, barons d'Almenara i antics senyors de la vila. A la segona, la mata de joncs recorda la troballa, al segle xvii, del Crist de la Jonquera, patró de Xilxes, que hi té una ermita dedicada.